# William Hickey
William Edward Hickey (ur. 19 września 1927 w Nowym Jorku, zm. 29 czerwca 1997 tamże) – amerykański aktor filmowy i teatralny, nominowany do Oscara dla najlepszego aktora drugoplanowego za rolę w filmie Honor Prizzich (1985) w reżyserii Johna Hustona.

## Życiorys
Urodził się na Brooklynie w Nowym Jorku jako syn Nory i Edwardy Hickeyów. Miał starszą siostrę Dorothy Finn. Już będąc kilkuletnim chłopcem rozpoczął karierę jako aktor dziecięcy na deskach różnych teatrów.
Gdy miał 10 lat zaczął występować w radiu. Tak rozpoczętą karierę aktorską kontynuował występując przez całe życie zarówno w filmach jak i w telewizji i teatrze. W 1951 zadebiutował na Broadwayu w sztuce pt. Saint Joan według George’a Bernarda Shawa. W latach 60. i 70. często występował w amerykańskiej telewizji pojawiając się w takich programach jak m.in. Studio One, Philco Playhause. Na dużym ekranie zadebiutował w 1957 rolą w filmie Freda Zinnemanna Kapelusz pełen deszczu. Hickey był wykładowcą w szkole filmowej HB Studio w Greenwich Village.
Niezwykle charakterystyczny styl gry Williama Hickeya i jego równie charakterystyczny głos i wygląd sprawiały, że nawet najmniejsze role w jego wykonaniu łatwo i na długo zapadają widzom w pamięci. Aktor zmarł w wieku 70 lat cierpiąc na rozedme płuc i zapalenie oskrzeli.

## Najważniejsze filmy
- Kapelusz pełen deszczu (1957) jako Apples
- Producenci (1968) jako pijak
- Dusiciel z Bostonu (1968) jako Eugene T. O’Rourke
- Mały Wielki Człowiek (1970) jako historyk
- Honor Prizzich (1985) jako Don Corrado Prizzi
- Szalone lato (1986) jako stary Beckersted
- Imię róży (1986) jako Ubertino de Casale
- Jasne światła, wielkie miasto (1988) jako Ferret
- W krzywym zwierciadle: Witaj, Święty Mikołaju (1989) jako wujek Lewis
- Różowy cadillac (1989) jako pan Barton
- Władca lalek (1989) jako Andre Toulon
- Morze miłości (1989) jako Frank Keller, senior
- Moje błękitne niebo (1990) jako Billy Sparrow
- Opowieści z ciemnej strony (1990) jako Drogan
- Zapomnij o Paryżu (1995) jako Arthur
- Szczeniackie wojsko (1995) jako dr Philips
- Polowanie na mysz (1997) jako Rudolph Smutz

## Gościnne występy w serialach telewizyjnych
- Opowieści z ciemnej strony (1984–1988) jako dr Nis
- Policjanci z Miami (1984–1989) jako Hans Kozak
- Na wariackich papierach (1985–1989) jako pan Kendall
- Crime Story (1986-1988) jako sędzia Neville Harmon
- Prawnicy z Miasta Aniołów (1986–1994) jako Thomas Mullaney, senior
- Tracey Ullman Show (1987–1990) jako milioner Claudre
- Opowieści z krypty (1989–1996) jako Carlton Webster
- Skrzydła (1990-1997) jako Carlton Blanchard
- Po tamtej stronie (1995–2002) jako Harlan Hawkes